# 51º stato

Ipotetica bandiera statunitense con 51 stelle

51º stato è un modo di riferirsi ad un ipotetico 51º stato degli Stati Uniti d'America. Il termine è stato spesso applicato al Distretto di Columbia o a Porto Rico, territori che hanno entrambi votato in un referendum sulla loro eventuale qualifica di stato.
Al di fuori degli Stati Uniti l'espressione è usata per caratterizzare negativamente l'influenza statunitense, quindi a volte una nazione viene definita "il 51º stato" volendo intendere che è soggetta ad un'eccessiva "americanizzazione" della propria vita nazionale. Da questo punto di vista questa espressione è stata utilizzata per designare in particolar modo il Regno Unito: in "Heartland", una canzone del 1986 dei The The, viene ripetuto più volte «this [the UK] is the 51st State / of the USA» ("questo [il Regno Unito] è il 51º stato degli USA"), caratterizzazione poi ripetuta tra gli altri dalla band inglese New Model Army nel brano 51st State.

## Procedure e requisiti per l'annessione all'Unione
L'articolo 4, III sezione della Costituzione degli Stati Uniti prevede il potere del Congresso di annettere nuovi stati all'Unione. Per entrare nell'Unione uno stato deve dare «full faith and credit» ("piena fiducia e credito") agli atti di tutte le assemblee legislative e di tutti i tribunali, compresi i contratti legali, i matrimoni e le sentenze penali. Di contro uno Stato annesso all'Unione godrebbe della protezione militare e civile del Governo federale, che è anche tenuto a garantire una forma di governo repubblicana a ogni Stato dell'Unione.
I nuovi Stati sono ammessi in base ai precedenti e alle procedure stabilite dalla Northwest Ordinance. In seguito all'Enabling Act del 1802 il Congresso deve approvare ogni volta un Enabling Act (letteralmente "un atto che rende possibile") come pre-requisito per l'ammissione. L'atto autorizza i rappresentanti di un territorio alla stesura di una Costituzione, e stabilisce i requisiti necessari all'annessione.

## Potenziali candidati come 51º stato

### Distretto di Columbia
Il Distretto di Columbia, che già fa parte degli Stati Uniti d'America (nel distretto è inclusa anche Washington, il cui territorio di fatto coincide con quello del distretto) è uno dei potenziali candidati alla trasformazione in stato.

Emblema del Distretto di Columbia

Difatti il Consiglio del Distretto non è l'organo istituzionale più elevato del Distretto di Columbia: il X emendamento della Costituzione, quello che garantisce ai singoli Stati l'autonomia su tutte le questioni non di competenza del Governo federale, non si applica infatti al Distretto di Columbia. L'organo istituzionale più elevato è quindi il Congresso stesso. I cittadini di Washington pagano comunque le tasse federali, ma l'ultima parola sul bilancio del Distretto, preparato dal sindaco e dal consiglio, spetta comunque al Congresso. La città di Washington deve però anche sostenere le spese dovute allo status di capitale della federazione, quindi un budget molto più alto dovuto alla sicurezza ed alle frequenti parate e manifestazioni tenute in città. D'altra parte è anche vero che il Congresso stanzia fondi specifici per la città di Washington: nel 2003, ad esempio, tramite la public law 108-7, il Congresso ha garantito il 25% del budget della città.
Per questi motivi negli anni si è andato creando un desiderio di ammissione nell'Unione, di cui si è fatto carico il D.C. Statehood Party, esistente dal 1971, diventato D.C. Statehood Green Party in seguito all'unione con la sezione locale del Green Party.
Il movimento per l'annessione andò vicino al successo nel 1978. Il Congresso dette l'approvazione al District of Columbia Voting Rights Amendment, e nel 1980 i cittadini promossero una petizione per una convention costituzionale. Nel 1982, tramite voto, venne ratificata la Costituzione del nuovo Stato, che si sarebbe dovuto chiamare New Columbia. Ma il progetto fallì nel 1989, in quanto i tre quarti degli stati (almeno 38) non ratificarono l'emendamento della Costituzione nel limite legale dei sette anni.

### Porto Rico

Un'ipotetica carta degli Stati Uniti con Porto Rico

Sono stati indetti molte volte referendum per la trasformazione in Stato di Porto Rico, ma più frequentemente ad affermarsi sono stati quelli che sostengono sia meglio mantenere la situazione attuale, ossia la libera associazione.
Il motivo principale è la preoccupazione data dall'eventuale difficile inserimento di un popolo di cultura ispanica in un contesto sociale prevalentemente di lingua inglese. Se Porto Rico diventasse uno stato federato sarebbe il 31º per popolazione e avrebbe diritto a due seggi al Senato e quattro alla Camera dei rappresentanti, nonché a sei voti nel collegio elettorale del presidente.
Tuttavia, in occasione delle elezioni del 2012, i portoricani hanno votato a favore sulla possibilità di diventare il 51º stato degli Stati Uniti.

### Proposte passate di secessione
Jefferson
     North California
     Silicon Valley
     Central California
     West California
     South California

La mappa delle sei Californie
Jefferson
North California
Silicon Valley
Central California
West California
South California

Più volte in passato territori già appartenenti a uno degli Stati Uniti hanno chiesto o manifestato l'intenzione di chiedere la secessione dal proprio per formarne uno nuovo. Tra gli altri, storicamente importanti sono:
- Stato di Jefferson: un'entità più volte rivendicata tra il XIX secolo e il XX secolo, ogni volta in diverse zone. Il tentativo che ha riscosso più seguito identificava il territorio dello Stato come l'unione della parte meridionale dell'Oregon e della parte settentrionale della California. Prende il nome dal presidente Thomas Jefferson.
- Stato di Lincoln: originariamente il nome del Territorio del Wyoming, questo ipotetico Stato, richiesto addirittura anche nel 2005, si posizionerebbe principalmente nell'est dello Stato di Washington e nella striscia dell'Idaho Panhandle. Prende il nome dal presidente Abraham Lincoln.
- Stato di Franklin: risalente a subito dopo la rivoluzione americana, è stato un tentativo unilaterale di secessione dalla Carolina del Nord durato solo quattro anni. Questo territorio fa parte della parte orientale del Tennessee e prende il nome dal padre fondatore Benjamin Franklin.
- Stato di Superior: corrisponderebbe grosso modo alla penisola superiore del Michigan, quella toccata dal Lago Superiore. I tentativi di secessione sono stati perlopiù attivi nella metà del XX secolo, benché presenti fin dal suo inizio, quando in previsione di ciò l'area riuscì ad avere un proprio prefisso telefonico (906) visto che i prefissi telefonici statunitensi non possono essere interstatali, ma l'idea si è risolta in un nulla di fatto.
- Stato di Sequoyah: proposto per uno Stato di nativi americani nei primi anni del XX secolo, da stabilirsi nella parte orientale dell'Oklahoma.

## Uso internazionale dell'espressione "51º Stato"

### Albania
Le posizioni a favore degli Stati Uniti del governo albanese hanno dato anche all'Albania il nomignolo di 51º stato. In occasione della visita di George W. Bush nel 2007 Edi Rama, sindaco di Tirana e leader del Partito Socialista ha dichiarato:

### Australia
La definizione dell'Australia come 51º stato prende spunto dal costante supporto australiano agli Stati Uniti in varie guerre, come la guerra di Corea, del Vietnam e il conflitto iracheno del 2003.
Anche per l'Australia sarebbe però impossibile essere annessa agli Stati Uniti perché il capo di Stato è re Carlo III del Regno Unito: per entrarvi dovrebbe assumere una forma repubblicana.

### Canada
In Canada l'espressione "il 51º Stato" viene utilizzata per sottolineare le potenziali conseguenze di politiche di eccessiva cooperazione e integrazione con gli U.S.A., come il Canada-United States Free Trade Agreement del 1988.
L'utilizzo dell'espressione è circoscritto a dibattiti politici, articoli di giornale o conversazioni private; raramente viene usato da uomini politici, che comunque, seppur in termini diversi, trattano ugualmente il tema.
Va comunque considerato che negli anni si sono avvicendati vari movimenti annessionisti (alcuni già dal XIX secolo), ai quali non è mai stata data eccessiva attenzione.
Nel dicembre 2024, il presidente eletto degli Stati Uniti, Donald Trump, ha proposto l'annessione del Canada come 51º Stato, a causa dei costi di difesa militare che gli Stati Uniti versano ogni anno per proteggere i canadesi.

### Guyana
Esiste un'organizzazione dedita all'integrazione della Guyana negli stati dell'Unione, denominato GuyanaUSA. La richiesta si basa sul fatto che ben 100 000 abitanti della Guyana hanno la doppia cittadinanza, e i guayanensi residenti negli Stati Uniti sono circa 350 000, ossia circa un terzo della popolazione guayanense complessiva.

### Groenlandia
Nell'agosto 2019 il presidente degli USA Donald Trump ha dichiarato di essere interessato all'acquisto della Groenlandia ma ha ricevuto un rifiuto dal governo danese. Nel gennaio 2025 sempre Trump ha rinnovato l'interesse ad acquistare o annettere l'isola.

### Israele
A causa degli ingenti contributi e del supporto militare che gli Stati Uniti elargiscono ad Israele in molti sostengono che questo andrebbe considerato il 51º stato, posizione sostenuta anche da alcuni opinionisti americani come Richard Reeves.

### Regno Unito
Le strette relazioni intercorrenti tra Stati Uniti e Regno Unito hanno spinto molte persone in Gran Bretagna a sostenere che il Regno Unito sia, di fatto, il 51º stato. In alcuni casi si sostiene addirittura che il Regno Unito avrebbe vantaggi rilevanti dall'annessione, in quanto diverrebbe lo stato più popoloso (e quindi più influente) dell'Unione.
L'annessione del Regno Unito sarebbe comunque tecnicamente impossibile, dato che il già citato art. 4 della Costituzione prevede che gli stati da annettere abbiano una forma di governo repubblicana.

### Sicilia
Dopo lo sbarco alleato in Sicilia, una frangia del movimento separatista, uscito dalla clandestinità in cui era stato sotto il periodo fascista, chiese l'affrancamento dell'isola dal Regno d'Italia e la sua annessione agli USA. 
All'epoca però si parlò di 49º Stato, in quanto Alaska e Hawaii non erano ancora parte della federazione.

### Thailandia
Le politiche thailandesi del dopoguerra, in particolare quelle di Sarit e Thanom, sono state criticate da alcuni storici a causa del loro eccessivo filoamericanismo e della loro subalternità agli ordini degli USA, i quali hanno definito che la Thailandia durante la guerra fredda, aveva tutte le caratteristiche per essere definita come un "paese colonizzato de facto" o come "il 51º stato USA", come disse addirittura Thanom in un'intervista.

## Altri usi dell'espressione
- The 51st State è il titolo di un film inglese del 2001 con Samuel L. Jackson e Robert Carlyle.
- In un episodio de I Simpson una nazione chiamata Saudisraelia (verosimilmente una combinazione di Israele ed Arabia Saudita), viene chiamata "il 51º Stato".
- Nell'album del 1986 The Ghost of Cain della band inglese New Model Army è inclusa una canzone intitolata 51st State, riferita alla situazione del Regno Unito sotto il Governo di Margaret Thatcher.
- Nel romanzo a fumetti Watchmen di Alan Moore, ambientato in una diversa realtà storica, si racconta di come gli Stati Uniti, dopo la vittoria in Vietnam, abbiano annesso lo Stato asiatico come 51º Stato.